# Dayton Allen
Dayton Allen est un acteur américain né le 24 septembre 1919 à New York, New York (États-Unis), mort le 11 novembre 2004 à Hendersonville (Caroline du Nord).

## Filmographie
- 1947 : Puppet Playhouse (série télévisée) : Phineas T. Bluster (voix)
- 1948 : The Adventures of Oky Doky (en) (série télévisée) : Oky Doky (voix)
- 1953 : Winky-Dink and You (en) (série télévisée) : Mr. Bungle
- 1956 : The Heckle and Jeckle Show (série télévisée) : Heckle and Jeckle (1956-1971) (voix)
- 1958 : Sidney's Family Tree (de) d'Art Bartsch et Gene Deitch : Cleo the Giraffe (voix)
- 1958 : Sick, Sick Sidney d'Art Bartsch et Gene Deitch : Cleo the Giraffe (voix)
- 1959 : Send Your Elephant to Camp d'Art Bartsch : Cleo the Giraffe (voix)
- 1959 : The Deputy Dawg Show (série télévisée) : Deputy Dawg (voix)
- 1959 : Hide and Go Sidney d'Art Bartsch : Cleo the Giraffe (voix)
- 1960 : Le Pacha (Top Cat) de Joseph Barbera et William Hanna : The Cat (voix)
- 1960 : Tusk, Tusk : Cleo the Giraffe (voix)
- 1960 : The Littlest Bully : Cleo the Giraffe (voix)
- 1960 : Two-Ton Baby Sitter : Cleo the Giraffe (voix)
- 1961 : Tree Spree : Stanley, Cleo (voix)
- 1961 : Bopin' Hood : The Cat (voix)
- 1961 : The New Steve Allen Show (série télévisée) : Regular
- 1961 : Cane and Able : The Cat (voix)
- 1962 : Rebel Trouble : Deputy Dawg (voix)
- 1962 : Nobody's Ghoul : Deputy Dawg (voix)
- 1962 : Where There's Smoke : Deputy Dawg (voix)
- 1962 : Big Chief No Treaty : Deputy Dawg (voix)
- 1962 : Cool Cat Blues : The Cat (voix)
- 1962 : Peanut Battle : Cleo the Giraffe (voix)
- 1962 : The Adventures of Lariat Sam (série télévisée) : Lariat Sam / Tippy-Toes (voix)
- 1962 : To Be or Not to Be : Cleo the Giraffe (voix)
- 1963 : Sidney's White Elephant : Cleo the Giraffe (voix)
- 1963 : The Missing Genie : Tim
- 1963 : Driven to Extraction : Cleo the Giraffe (voix)
- 1963 : Trouble in Baghdad : Tim
- 1963 : The Hector Heathcote Show (série télévisée) : Cleo the Giraffe
- 1963 : Boy Pest with Osh (TV) (voix)
- 1963 : Split-Level Treehouse : Cleo the Giraffe (voix)
- 1963 : King Rounder : Tim
- 1963 : The New Casper Cartoon Show (série télévisée) : Various (1963) (voix)
- 1964 : Roc-a-Bye Sinbad : Tim
- 1964 : Adventure by the Sea : Tim
- 1964 : Missing Masters (TV) (voix)
- 1964 : Monstrous Task (TV) (voix)
- 1964 : Loot Pursuit (TV) (voix)
- 1964 : Tired Gun (TV) (voix)
- 1965 : Let's Phase It (TV) (voix)
- 1965 : There Auto Be a Law (TV) (voix)
- 1965 : Sickened Honeymoon (TV) (voix)
- 1965 : You Auto Be in Pictures (TV) (voix)
- 1965 : Crumb Bumming (TV) (voix)
- 1965 : From Wrecks to Riches (TV) (voix)
- 1965 : Gogh Van Gogh (TV) (voix)
- 1965 : Under Waterloo (TV) (voix)
- 1965 : Hobo Hootenanny (TV) (voix)
- 1965 : Fearless Fly Meets the Monsters (TV) (voix)
- 1965 : Goofy Dr. Goo Fee (TV) (voix)
- 1965 : Penny Ante (voix)
- 1965 : Muggy Doo or Die (TV) (voix)
- 1965 : The Pot Thickens (TV) (voix)
- 1965 : Boy Meets Ghoul (TV) (voix)
- 1965 : Weather Magic
- 1965 : Palace Malice (TV) (voix)
- 1965 : Trick or Treatment (TV) (voix)
- 1965 : Fatty Karate (TV) (voix)
- 1965 : Invincible vs. Invisible (TV) (voix)
- 1965 : The Bomb's Rush (TV) (voix)
- 1965 : The Itch : The Man (voix)
- 1965 : Monster Mutiny (TV) (voix)
- 1965 : Hector the Protector (TV) (voix)
- 1965 : The Astronut Show (série télévisée) : Luno (voix)
- 1965 : Zelda the Zombie (TV) (voix)
- 1965 : Ghoul School (TV) (voix)
- 1965 : Captain Fligh (TV) (voix)
- 1965 : Who Do Voodoo? (TV) (voix)
- 1965 : Monsters for Hire (TV) (voix)
- 1965 : Medium Undone (TV) (voix)
- 1965 : Solitary Refinement : Boobie / Zookeeper (voix)
- 1965 : Horror-Baloo (TV) (voix)
- 1965 : Sly Fly (TV) (voix)
- 1965 : Goon Platoon (TV) (voix)
- 1965 : Monstrous Escape (TV) (voix)
- 1965 : Fly Hijack (TV) (voix)
- 1965 : House Fly Guest (TV) (voix)
- 1965 : Camp Gitchy Gloomy (TV) (voix)
- 1965 : Si Si Fly (TV) (voix)
- 1965 : Kid Stuff (TV) (voix)
- 1965 : Witch Crafty (TV) (voix)
- 1965 : Boo to You (TV) (voix)
- 1965 : V for Vampire (TV) (voix)
- 1965 : Hearse Thief (TV) (voix)
- 1965 : Monster vs. Mobster (TV) (voix)
- 1965 : Scullgaria Forever (TV) (voix)
- 1965 : Milton the Monster (série télévisée) : Prof. Weirdo / Fearless Fly / Stuffy Durma / Bradley Brinkley / Flukey Luke / Chester Penguin (1965-1968) (voix)
- 1966 : Gems from Gemini
- 1966 : Flying Cup and Saucer (TV) (voix)
- 1966 : Crumby Mummy (TV) (voix)
- 1966 : Horror-Scope (TV) (voix)
- 1966 : Suit Yourself (TV) (voix)
- 1966 : Fortune Kooky (TV) (voix)
- 1966 : Sphinx Jinx (TV) (voix)
- 1966 : From Riches to Rags (TV) (voix)
- 1966 : Lady Deflyah (TV) (voix)
- 1966 : Fort Fangenstein (TV) (voix)
- 1966 : Nuggets to You (TV) (voix)
- 1966 : Think Shrink (TV) (voix)
- 1966 : Stage Plight (TV) (voix)
- 1966 : Horse Shoe Fly (TV) (voix)
- 1966 : Throne for a Loss (TV) (voix)
- 1966 : Private Fly (TV) (voix)
- 1966 : Ferocious Fly (TV) (voix)
- 1966 : Napoleon Bonefly (TV) (voix)
- 1966 : Monstrous Monster (TV) (voix)
- 1966 : Mummy's Thumb (TV) (voix)
- 1966 : Dr. Ha Ha : James Hound (voix)
- 1966 : The Monster Master : James Hound (voix)
- 1966 : Varoom Service (TV) (voix)
- 1966 : The Rain Drain : James Hound (voix)
- 1966 : Dreamnapping : James Hound (voix)
- 1966 : The Famous Skyscraper : James Hound (voix)
- 1967 : The Heat's Off : James Hound (voix)
- 1967 : It's for the Birds : James Hound (voix)
- 1967 : A Voodoo Spell : James Hound (voix)
- 1967 : Which Is Witch : James Hound (voix)
- 1967 : Dr. Rhinestone's Theory : James Hound (voix)
- 1967 : Traffic Trouble : James Hound (voix)
- 1967 : Mr. Winlucky : James Hound (voix)
- 1967 : Fancy Plants : James Hound (voix)
- 1967 : Bugged by a Bug : James Hound (voix)
- 1967 : Frozen Sparklers : James Hound (voix)
- 1967 : Baron Von Go-Go : James Hound (voix)
- 1970 : Martian Moochers
- 1970 : Lancelot agent secret ("Lancelot Link: Secret Chimp") (série télévisée) : Lancelot Link (voix)
- 1970 : The Proton Pulsator : Astronaut (voix)
- 1971 : Oscar's Thinking Cap
- 1984 : Cotton Club (The Cotton Club) : Solly
- 1985 : Appointment with Fear